# Androsace globifera
Androsace globifera är en viveväxtart som beskrevs av Jean Étienne Duby. Androsace globifera ingår i släktet grusvivor, och familjen viveväxter. Inga underarter finns listade i Catalogue of Life.

## Bildgalleri

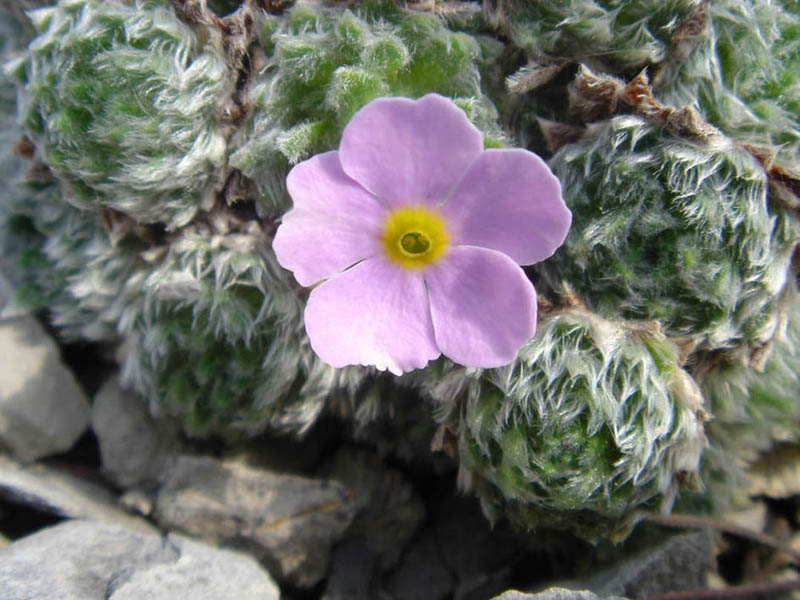
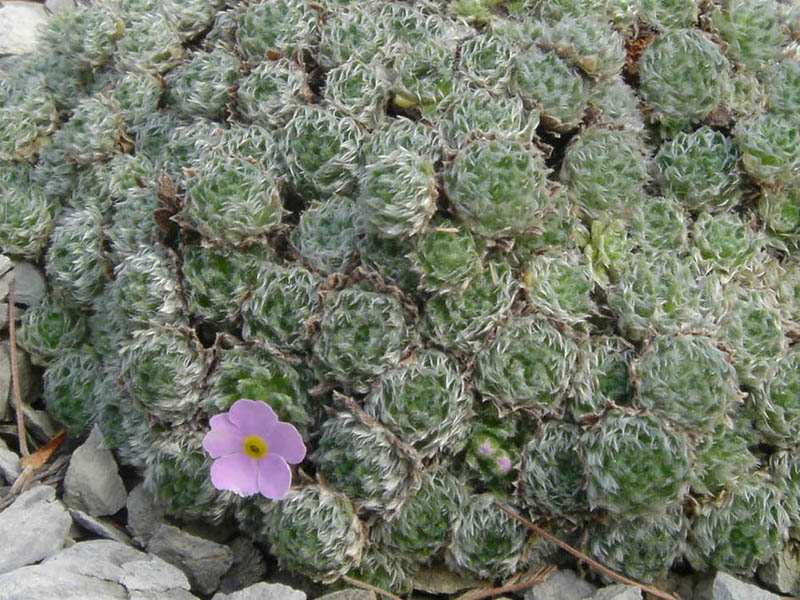
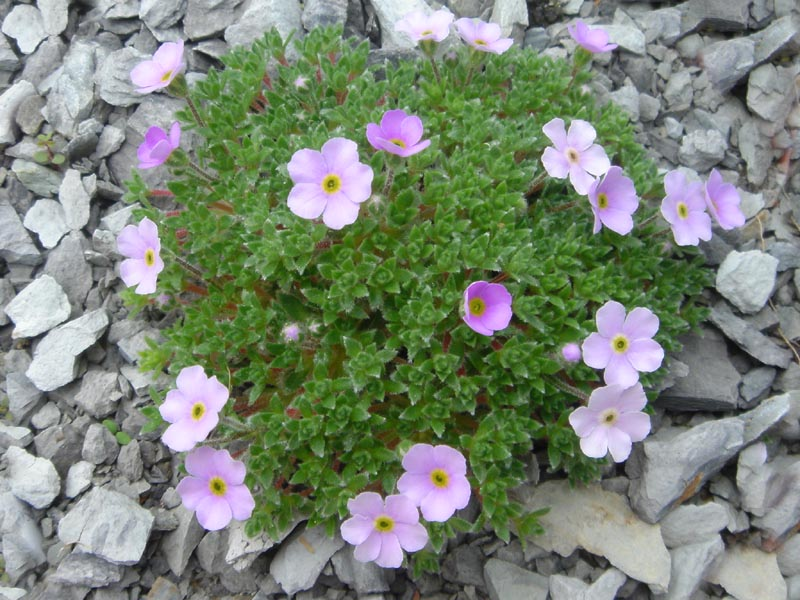
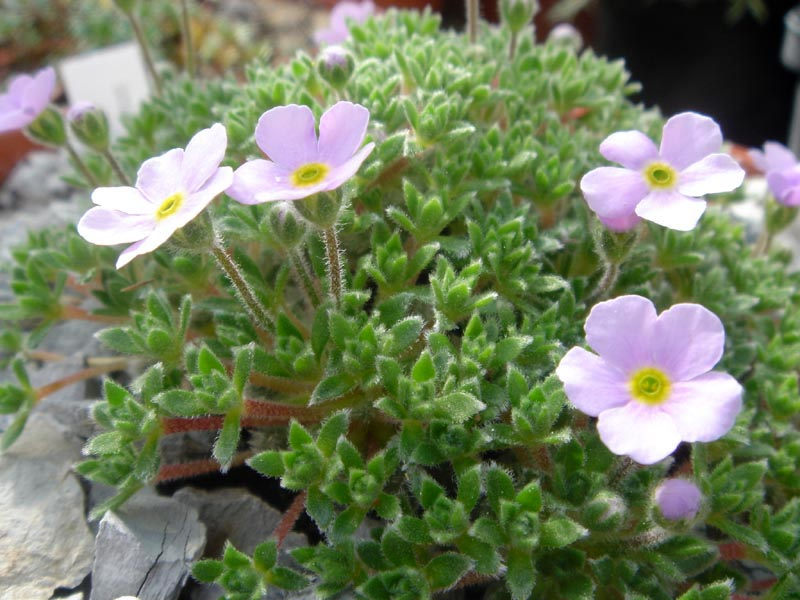